# Адам, Кен
Сэр Кеннет Адам (англ. Sir Kenneth Adam, так же Клаус Гуго Адам (англ. Klaus Hugo Adam)) (5 февраля 1921 года, Берлин — 10 марта 2016 года, Лондон) — немецко-британский художник-постановщик. Создатель сложных декораций для нескольких фильмов о Джеймсе Бонде в 1960-х и 1970-х годах. Самый известный проект Адама — «War Room» (команата войны) для фильма 1964 года «Доктор Стрейнджлав, или Как я перестал бояться и полюбил бомбу», режиссёра Стэнли Кубрика.
Обладатель двух премий и трёх номинаций на «Оскар» за лучшую работу художника-постановщика.

## Биография

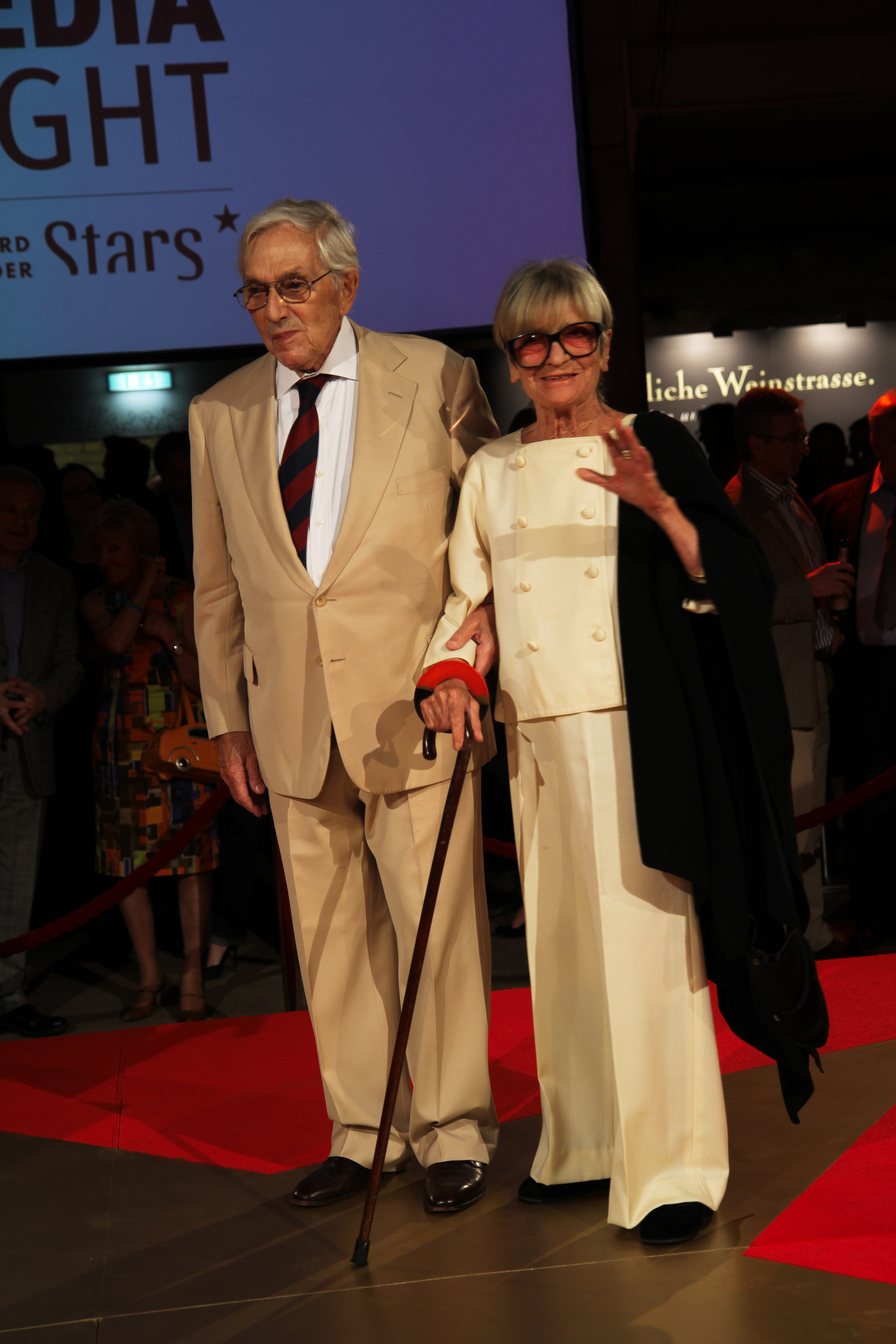
Кен Адам. 2012год

Клаус Адам родился в Берлине в семье Фрица и Лилли Адам, владевшими сетью универмагов, в том числе магазином спортивной одежды"S. Adam" в Берлине. Компания была основана в 1863 году Саулом Давидом Адамом и имела универмаги в Берлине, Гамбурге и Хемнице. Саул Давид Адам умер в Берлине в 1905 году. Фриц Адам был награждён двумя Железными крестами 1-й и 2-й степени за участие в Первой мировой войне.
Клаус Адам посещал французскую гимназию. Он увлекся копированием картин и скульптур. В 1934 году он эмигрировал в Великобританию вместе со своими родителями, братьями и сестрами Дитером, Лони и Питером, опасавшимися усиления гонений против евреев. Его мать Лилли Адам содержала пансионат в Лондоне- Хэмпстеде, который стал местом встреч эмигрантов- врачей, актёров и музыкантов. Адам учился в лондонской школе Святого Павла в Барнсе. Затем он изучал архитектуру в Школе архитектуры Бартлетта в Университетском колледже Лондона. В то же время он работал в архитектурном бюро.
В начале Второй мировой войны его семье угрожала опасность быть интернированной, так как они были эмигрантами из враждебной страны. Но Кен Адам записался в Королевский пионерский корпус, а затем летал в качестве летчика-истребителя британских ВВС. У Адама в то время не было британского паспорта, и он был единственным выходцем из Германии в британских ВВС. В 1944 году к ним присоединился его брат Дитер.
Не все члены семьи Адамов смогли вовремя выбраться из нацистской Германии. Сын Георга Адама Герберт был заключен в тюрьму в 1937 году и депортирован в концлагерь Дахау, а в 1938 году — в концлагерь Бухенвальд. 9 ноября 1939 года Герберт Адам и 20 других заключенных были расстреляны. Жена Георга Адама Хедвиг умерла 14 января 1940 года в Берлине.
Британское гражданство Адам получил в 1946 году, а из британских ВВС демобилизовался в 1947 году.
В 1951 году Кен Адам встретил итальянскую модель Летицию Моауро во время съемок фильма «Багровый пират» на острове Искья и женился на ней в следующем году. Уже тогда она разрабатывала сумки и с тех пор стала его самым важным советником.
Свои рисунки для фильмов он делал широким фломастером Flo-Master, который также стал популярным инструментом для многих других художников-графиков.
Адам вошел в киноиндустрию как художник в фильме «Это была женщина» (1948) в Riverside Studios в Хаммерсмите. Его первой крупной работой на экране стала роль художника-постановщика британского триллера Soho Incident (1956, «Случай в Сохо»). Работая в 1952 году на арт-директора Пола Шерифа над фильмом «Багровый пират», Адам разработал воздушный шар, огнеметный танк и гребную лодку, которая превращалась в подводную лодку.
Его самые известные проекты были реализованы для фильмов режиссёра Стэнли Кубрика и семи фильмов из сериала о Джеймсе Бонде. На его проекты художественно повлияли архитектура Баухауса и немецкие экспрессионистские фильмы. War Room (комната войны) из «Доктор Стрейнджлав, или Как я перестал бояться и полюбил бомбу» (1964) вошла в историю кино.
С 1962 года Адам разрабатывал все более сложные декорации для успешного сериала о Джеймсе Бонде, дизайн оказал решающее влияние на фильмы. Среди прочего, Адам спроектировал секретные командные центры противников Бонда, которые выделялись своими монументальными размерами и эффектной концепцией (искусственный вулканический кратер, супертанкер, космическая станция и т. Д.). Такие архитекторы, как Дэниел Либескинд, признают, что их архитектура была вдохновлена съемками фильмов Кена Адама.
В сентябре 2012 года Кен Адам передал свои художественные работы Берлину (Deutsche Kinemathek). Коллекция состоит из 6200 предметов, в ней более 4000 рисунков, эскизов всех творческих периодов, фотоальбомов для отдельных фильмов, раскадровок, фотографий, памятных вещей, военных медалей и документов, удостоверяющих личность, а также всех кинематографических наград, включая двух Оскаров.
В 2016 году Deutsche Kinemathek предоставил доступ к архиву через онлайн-презентацию, исполнив желание Кена Адама, чтобы его работа служила вдохновением для будущих поколений.
10 декабря 2014 года прошла пресс-конференция и в присутствии Кена Адама в Немецком киноархиве выставка Bigger than Life (Больше, чем жизнь). Выставка была представлена в их залах с 11 декабря 2014 года по 17 мая 2015 года, затем она была показана с 30 июня по 13 сентября 2015 года в художественном фойе Баварской страховой палаты в Мюнхене.
Скончался Кен Адам 10 марта 2016 года в Лондоне.

## Награды
Оскар
1957: Номинация в категории « Лучший художник-постановщик» «Вокруг света за 80 дней»
1976: Лучший художник-постановщик за фильм «Барри Линдон»
1978: Номинация в категории « Лучший художник-постановщик» «Джеймс Бонд 007» — «Шпион, который меня любил»
1994: Номинация в категории « Лучший художник-постановщик» «Ценности семейки Аддамс»
1995: Лучший художник-постановщик за фильм '«Безумие короля Георга»'
Другие награды
1994: Премия DIVA
2002: Премия ADG за выслугу лет
2008: Награда дизайнеров Lucky Strike
2012: Звезда на Бульваре Звезд в Берлине
2012: Почетный гражданин Берлина